# Efeito de Haldane
Efeito de Haldane é a expressão que designa o aumento da tendência do dióxido de carbono de deixar o sangue conforme aumenta a saturação da hemoglobina pelo oxigênio. A importância do efeito de Haldane no transporte de gás carbônico é igual ou maior que a importância do efeito de Bohr no transporte do oxigênio, e os dois tem fundamento muito similar.
A saída de CO2 acontece nos alvéolos e é parte normal da ventilação. Acontece pois quando o oxigênio se liga a hemoglobina, há transformação do grupamento heme férrico num ácido mais forte. A acidificação da hemoglobina dificulta a ligação do dióxido de carbono e aumenta a quantidade de íons de hidrogênio na corrente sanguínea. Devido a menor ligação com a hemoglobina e ao ligamento do hidrogênio ao bicarbonato, convertido em gás carbônico e água por ação da enzima anidrase carbônica, a concentração sanguínea de CO2 aumenta.
O aumento da concentração sanguínea de CO2 leva a um deslocamento do equilíbrio químico no sentido de o eliminar e facilitar sua difusão pelas membranas celulares. Isso permite que ele deixe o sangue rapidamente pelos alvéolos pulmonares, difundindo-se no sentido da menor concentração de CO2 no ar alveolar.